# Giáy (peuple)

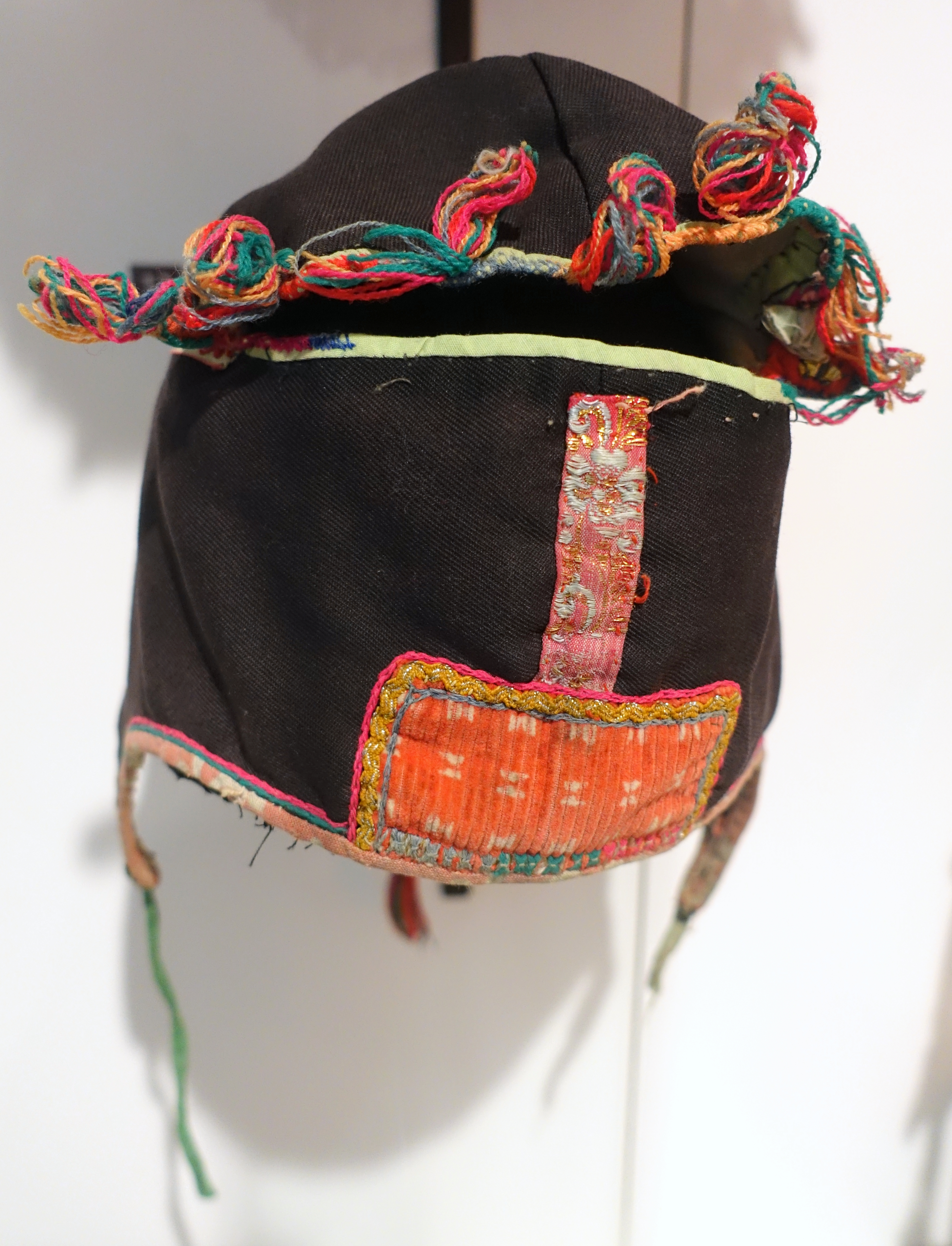
Bonnet d'enfant giáy

Les Giáy (vietnamien : người Giáy) sont un groupe ethnique du Vietnam parlant le bouyei.
La majorité vit dans les provinces de Lào Cai, Hà Giang, Lai Châu, et de Cao Bằng.
En 1999, la population des Giáy était de 49 098 habitants et en 2009 de 58,617 habitants.